# Tenexco, Tlanchinol
Tenexco är en ort i Mexiko.   Den ligger i kommunen Tlanchinol och delstaten Hidalgo, i den sydöstra delen av landet, 190 km norr om huvudstaden Mexico City. Tenexco ligger 468 meter över havet och antalet invånare är 295.
Terrängen runt Tenexco är kuperad norrut, men söderut är den bergig. Runt Tenexco är det ganska tätbefolkat, med 86 invånare per kvadratkilometer. Närmaste större samhälle är San Felipe Orizatlán, 15,6 km nordost om Tenexco. Omgivningarna runt Tenexco är en mosaik av jordbruksmark och naturlig växtlighet.